# Regine Dobberschütz
Regine Dobberschütz, née à Leipzig (Allemagne) le 12 février 1956, est une chanteuse allemande de blues, de jazz et de soul.
Ses plus grands succès datent du temps de la République démocratique allemande (RDA), où elle a travaillé avec des musiciens et des chanteurs tels que Hugo Laartz, Klaus Nowodworski, Wolfgang Fiedler, Hansi Klemm, Günther Fischer et Stefan Diestelmann et fut l'une des solistes les plus idiosyncrasiques. Elle gère aujourd'hui avec Eugen Hahn le Jazzkeller à Francfort.

## Biographie
Regine Dobberschütz apprend à jouer du piano dès l'âge de 12 ans. À 16 ans, elle joue sur scène avec le groupe de rock Studio Team Leipzig. Lors d'une compétition amateur à Suhl, elle est découverte par Hans-Joachim Neumann et commence sa formation de chanteuse à Berlin-Friedrichshain.
Elle interrompit sa formation en 1974 pour rejoindre Hugo Laartz dans la Modern Soul Band. En 1978, elle rejoint le groupe New Generation, dissous peu après.
Quand Wolfgang Fiedler fonde le groupe Fusion, il intègre Regine Dobberschütz et Hansi Klemm comme solistes dans sa formation.
En tant que soliste, elle effectue une tournée avec Axel Glenn Mueller (saxophone alto) et Jürgen Kratzenberg (basse) et collabore avec Günther Fischer et Stefan Diestelmann. Avec ce dernier, elle chante du blues dans des messes à Berlin-Est, puis chante dans l'ensemble de la DDR, dont, en 1978, à un festival à Erfurt où une bataille rangée contre la police a lieu. C'est avec Günther Fischer qu'elle enregistre la bande originale du film de la DEFA Solo Sunny, qui sera son plus grand succès.
En 1984, Regine Dobberschütz quitte la RDA et, à partir de 1987, dirige avec son mari de l'époque Eugen Hahn, le Jazzkeller à Francfort, qui est l'un des plus anciens clubs de jazz d'Europe. Dans les années 1990, elle joue aussi dans le trio de Klaus Wagenleiter.
Elle est depuis revenue vivre à Berlin.